# 呉市消防局

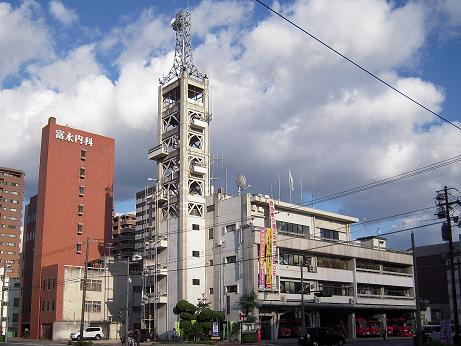
旧・消防局

呉市消防局（くれししょうぼうきょく）は、広島県呉市の消防部局（消防本部）。管轄区域は呉市全域。

## 概要
- 消防局本部：呉市中央3丁目1-9
- 管内面積：352.83km2
- 職員定数：402人
- 消防署２カ所、分署2カ所、出張所10カ所
- 主力機械（2023年4月1日現在）
  - 消防ポンプ自動車：21
  - 水槽付消防ポンプ自動車：3
  - 化学消防ポンプ自動車：2
  - はしご付消防自動車：2
  - 小型動力ポンプ付積載車：6
  - 救助工作車：2
  - 救急自動車：16
  - 救急艇：1
  - 指令車：2
  - 指揮車：3
  - 指揮調査車：2
  - 原因調査車：1
  - 予防指導車：6
  - 輸送車：2
  - 広報車：1
  - 機材搬送車：3
  - 人員輸送車：1

## 沿革
- 1943年1月　官設消防として、呉消防署及び広消防署を開設する。
- 1948年3月　呉市消防本部、呉消防署及び広消防署を開設する。
- 1950年6月　呉消防署を西消防署に、広消防署を東消防署に改称する。
- 1952年6月　救急業務を開始する。
- 1952年11月　消防艇が市に払い下げられる。
- 1955年6月　海岸出張所及び本通出張所を廃止する。
- 1955年10月　海岸出張所及び本通出張所を再開する。港湾出張所を廃止する。
- 1960年4月　東消防署庁舎が落成する。
- 1962年12月　消防艇が廃船される。
- 1963年10月　呉市消防本部を呉市消防局に改称する。
- 1964年12月　消防局及び西消防署庁舎が落成する。
- 1967年7月9日　警固屋で集中豪雨により土砂崩れが発生。救出作業に出動中、再度崩壊があり消防士長らが犠牲となった[1]。
- 1971年6月　昭和出張所を開設する。
- 1971年7月　救急車のサイレンをピーポーサイレンに変える。
- 1972年5月　天応出張所を開設する。
- 1974年6月　豊田郡川尻町の消防事務を受託し、川尻出張所を開設する。
  - 川尻町は2004年4月1日に呉市へ編入合併した。
- 1977年11月　長浜出張所を廃止する。
- 1978年7月　海岸出張所を廃止する。
- 1985年4月　豊田郡安浦町の消防事務を受託し、安浦出張所を開設する。
  - 安浦町は2005年3月20日に呉市へ編入合併した。
- 1985年12月　呉市防災センターおよび東消防署庁舎が落成する。
- 1997年4月　宮原出張所および警固屋出張所を統合のうえ南出張所を開設する。
- 1999年10月　豊田郡豊浜町および豊町の消防事務を受託し、大崎下島出張所を開設する。救急艇を配備する。
  - 豊浜町および豊町は2005年3月20日に呉市へ編入合併した。
- 2001年10月　郷原出張所を開設する。
- 2002年4月　吉浦出張所および天応出張所を統合のうえ狩留賀出張所を開設する。
- 2004年11月1日　江能広域事務組合の解散に伴い、安芸郡音戸町および倉橋町の消防事務を受託する。音戸分署および倉橋出張所を開設し、2署13出張所体制となる。
  - 音戸町および倉橋町は2005年3月20日に呉市へ編入合併した。
- 2005年3月20日　周辺6町を編入合併する。蒲刈出張所を開設する。
- 2020年4月１日　高度救助隊（KURE SUPER RESCUE）発隊（西消防署）
- 2020年4月　音戸消防署を西消防署音戸分署に改編する。
- 2020年4月　西消防署昭和出張所を西消防署昭和分署に改編する。

## 組織
- 本部 - 総務課、警防課、予防課、通信指令課、防災センター
- 消防署

## 消防署
| 消防署   | 住所          | 分署                                        | 出張所 |
| -------- | ------------- | ------------------------------------------- | --- |
| 西消防署 | 西中央3-1-9   | 昭和：焼山中央2-8-21 音戸：音戸町高須2-1-19 | 狩留賀：狩留賀町3-19 倉橋：倉橋町1771 南：宮原13-2-29 |
| 東消防署 | 広古新開2-1-9 |                                             | 阿賀北：阿賀北4-3-27 仁方：仁方本町1-6-18 長浜：広長浜2-1-6 郷原：郷原町7100 川尻：川尻町西1-1-1 安浦：安浦町中央6-2-1 大崎下島：豊浜町大字大浜311-1 蒲刈：蒲刈町向字小市369-5 |